# Ernesto Fassio
Ernesto Fassio (Genova, 23 luglio 1893 – Genova, 8 luglio 1968) è stato un imprenditore e armatore italiano.
Con Achille Lauro e Angelo Costa fece parte della triade dei grandi armatori italiani del dopoguerra. La sua flotta mercantile, formata in grande maggioranza di navi moderne, attrezzate di tutto punto, superò le 300.000 t di stazza.

## Biografia
Il padre Agostino era titolare di una fabbrica di dolci a Genova; nel capoluogo ligure il giovane Fassio frequenta le scuole primarie e porta a termine gli studi tecnici fino al conseguimento del diploma. Nel 1914 inizia a lavorare, aprendo a Genova una piccola agenzia di spedizioni marittime, la "Villain e Fassio", in società con un assicuratore di origine svizzera. Richiamato alle armi allo scoppio della prima guerra mondiale, presta servizio in Marina per tutta la durata del conflitto.
Nel dopoguerra si impegna nella gestione della ditta di spedizioni, mentre comincia a volgere il suo interesse al settore delle assicurazioni marittime. Nell'agosto del 1920 costituisce la Società italiana di assicurazioni e riassicurazioni Levante, con sede a Genova e un capitale sociale di 10 milioni di lire, e alla fine del 1921 promuove, insieme a un gruppo di armatori genovesi, la formazione della Società italiana di assicurazioni e riassicurazioni marittime Europa, anch'essa con sede a Genova, e un capitale di 5 milioni di lire. In qualità di presidente e amministratore delegato delle nuove società mostra un notevole dinamismo imprenditoriale e riesce a ritagliarsi uno spazio su un mercato non facile, in cui operano imprese assicuratrici di grandi dimensioni e consolidata tradizione: alla metà degli anni venti, per far fronte ai crescenti impegni, il capitale della Levante viene elevato a 60 milioni di lire e quello dell'Europa a 10 milioni. La congiuntura è favorevole e Fassio ne sfrutta tutte le potenzialità: dopo la generale contrazione dei traffici del periodo bellico, che aveva causato anche la distruzione di più della metà del tonnellaggio delle navi a motore italiane, il settore dei trasporti marittimi imbocca la strada di una decisa ripresa. Nel 1925 il movimento di navi nei porti nazionali supera finalmente i livelli prebellici, mentre procede la ricostruzione della flotta mercantile, che fa impennare la domanda di servizi assicurativi nel settore.
All'inizio degli anni trenta le attività imprenditoriali di Fassio, che si articolano in quattro società, con una capitalizzazione complessiva elevata (77 milioni di lire), danno forma a un gruppo assicurativo-armatoriale di rilievo nel panorama italiano. L'ambizioso disegno imprenditoriale deve però fare i conti con l'incombente crisi internazionale.
La prima impresa, destinata all'esercizio di una linea sovvenzionata per il trasporto di merci e passeggeri fra il porto ligure e quello catalano, segnerà passivi di bilancio per tutto il decennio 1930.
L'altra società armatoriale si specializza invece nel trasposto di idrocarburi: con una flotta di tre navi cisterna (per una stazza complessiva di 24 000 tonnellate), può contare sulla crescente domanda di importazione di greggio espressa dal settore della raffinazione di prodotti petroliferi, considerato strategico dal regime già a partire dal decennio precedente, in particolare con la creazione dell'Agip (Azienda generale italiana petroli) nel 1926. La crescita costante del tonnellaggio navale nazionale adibito alle importazioni petrolifere consente all'imprenditore di superare le difficoltà della fase di depressione 1930-1934, e vedere l'attività decollare nella seconda metà del decennio.
Negli anni del secondo conflitto mondiale le società di Fassio registrano andamenti divergenti. Il versante armatoriale subisce un rovescio completo (le navi vengono requisite e destinate alle operazioni di guerra, in cui andranno perdute), mentre le imprese assicurative marittime godono di una congiuntura positiva grazie al continuo aumento dei premi; in particolare la Levante, ormai affermata come una delle maggiori società del settore a livello nazionale, nel 1937 assume la gestione dei contratti assicurativi della Finmare, la Società finanziaria marittima costituita dall'Iri per la riorganizzazione e il finanziamento dei servizi di navigazione.
Imprenditore spregiudicato e ambizioso, Fassio acquista potere negli ambienti dell'economia marittima cittadina, ma comincia a suscitare reazioni negative tra le famiglie armatoriali di antica tradizione, come i Costa e i Piaggio: nel 1956 viene eletto presidente dell'Associazione armatori liberi di Genova, ma a prezzo di una scissione fra i soci, che danno vita a un'organizzazione autonoma, la S. Giorgio associazione armatori.
Nonostante ciò, la sua fortuna imprenditoriale appare in ascesa: nel 1957 opera la fusione delle sue società di navigazione Villain e Fassio e Compagnia internazionale di Genova in una nuova società con un capitale di 450 milioni di lire. La sua attività si estende sempre più a livello internazionale, in particolare dopo il vantaggioso contratto quinquennale con la compagnia petrolifera Shell, per il noleggio delle sue navi cisterna in seguito alla crisi di Suez. Investe quindi nella costruzione di nuove motonavi e nel 1959 inaugura una linea commerciale con i porti statunitensi.
Fassio ebbe anche un'esperienza nell'editoria fondando la società Portoria. Nel 1953 acquisì il controllo del quotidiano genovese il Corriere Mercantile. Nel 1958 investì ingenti capitali acquistando una forte partecipazione nella società editrice del quotidiano romano Il Tempo.
All'inizio degli anni sessanta la flotta di Fassio conta 21 navi (per circa 370 000 tonnellate di stazza lorda) ed è una delle più moderne nel panorama del trasporto merci marittimo nazionale: la sua ascesa imprenditoriale lo rende uno degli armatori italiani più noti del periodo del secondo dopoguerra, insieme ad Angelo Costa e Achille Lauro.
La congiuntura internazionale registra intanto un andamento particolarmente sfavorevole per il settore del trasporto merci via mare nella seconda metà degli anni sessanta: dopo un decennio di espansione costante, la domanda di trasporti marittimi subisce un sensibile arretramento e insieme si registra una forte diminuzione dei noli. L'attività armatoriale di Fassio segna perdite significative, che lo inducono a mettere in disarmo parte della sua flotta. Dalla profonda crisi del settore emergerà in Italia negli anni settanta solo il gruppo Costa, velocemente convertito al trasporto di passeggeri su navi da crociera.
Il gruppo armatoriale-assicurativo sarà dichiarato fallito e posto in liquidazione nel 1976.
Designato cavaliere del lavoro nel 1942, Fassio è ancora al comando delle sue imprese all'età di 75 anni quando muore, a Genova, nell'estate del 1968. Dall'Università di Genova aveva ricevuto la laurea honoris causa in ingegneria.

## Archivio
Documenti relativi all'attività imprenditoriale di Ernesto Fassio sono conservati a Roma, nel fascicolo omonimo, presso l'archivio storico della Federazione nazionale dei cavalieri del lavoro, riconosciuto “bene di interesse storico-archivistico particolare” dal Ministero dei beni e delle attività culturali.